# Abbazia di Bourras
L'abbazia di Bourras (dal latino Bonus radius) fu un'abbazia cistercense francese sita nel dipartimento della Nièvre, in Borgogna, nel territorio dell'attuale comune di Saint-Malo-en-Donziois.

## Storia
L'abbazia fu fondata nel 1119 grazie al finanziamento di Ugo di Thil, signore di Champlemy, e della sua consorte Alice di Montenoison. Essa era una filiazione dell'abbazia primigenia di Pontigny (nello stesso anno in cui l'abbazia di Cadouin si poneva sotto la sua protezione). Essa fu luogo di sepoltura di diversi Signori di Montenoison. Alla fine del medioevo l'abbazia entrò nel regime delle commende.
Nel 1568, durante le guerre di religione, l'abbazia fu data alle fiamme dalle truppe del conte Palatino e duca di Zweibrücken, Volfango.
Nel 1790 nell'abbazia vivevano solo più tre monaci e l'anno successivo, con la Rivoluzione francese, essa terminò la sua vita.

## Edifici e ambiente
Dell'abbazia sono rimasti la casa dell'abate commendatario, trasformata in una grande casa signorile di campagna, e gli edifici dedicati all'agricoltura che ancor oggi sono quelli di una fattoria. Nelle vicinanze della casa dell'abate commendatario, sono state ripristinate tre arcate del chiostro. Basi e capitelli delle colonne portanti della chiesa sono state ritrovati. La cancellata del coro della chiesa abbaziale è ora nella chiesa parrocchiale di Varzy.